# مارک هلپرین
مارک هلپرین (انگلیسی: Mark Halperin؛ زادهٔ ۱۱ ژانویهٔ ۱۹۶۵) یکی از دو دبیر مدیریتی بلومبرگ سیاست و تحلیلگر ارشد سیاسی ام‌اس‌ان‌بی‌سی و بلومبرگ تلویژن است. او و جان هایلمن نویسندگان کتاب‌های تغییر بازی و دوبرابرکردن: تغییر بازی ۲۰۱۲ هستند. هلپرین و هایلمن هر دو مجری‌های برنامه ویت آل دو رسپکت ام اس ان بی سی و بلومبرگ هستند.